# Divizia A 1992-1993
La Divizia A 1992-1993 è stata la 75ª edizione della massima serie del campionato di calcio rumeno, disputato tra il 16 agosto 1992 e il 20 giugno 1993 e concluso con la vittoria finale della Steaua București, al suo quindicesimo titolo.
Capocannoniere del torneo fu Ilie Dumitrescu (Steaua București), con 24 reti.

## Formula
Come nella stagione precedente le squadre partecipanti furono 18 e disputarono un turno di andata e ritorno per un totale di trentaquattro partite.
Le ultime due classificate retrocedettero in Divizia B.
Le qualificate alle coppe europee furono cinque: la vincente alla UEFA Champions League 1993-1994, seconda, quarta e quinta alla Coppa UEFA 1993-1994 e la vincente della coppa di Romania alla coppa delle Coppe 1993-1994. In particolare, il terzo posto in Coppa UEFA fu ottenuto a seguito dell'embargo ONU contro la Jugoslavia.

## Classifica finale
|    | Classifica            | G  | V  | N  | P  | GF | GS | Dif | Pt |
| -- | --------------------- | -- | -- | -- | -- | -- | -- | --- | -- |
| 1  | Steaua București      | 34 | 25 | 7  | 2  | 84 | 22 | +62 | 57 |
| 2  | Dinamo București      | 34 | 23 | 7  | 4  | 81 | 24 | +57 | 53 |
| 3  | Universitatea Craiova | 34 | 16 | 10 | 8  | 50 | 36 | +14 | 42 |
| 4  | Rapid București       | 34 | 15 | 9  | 10 | 40 | 33 | +7  | 39 |
| 5  | Gloria Bistrița       | 34 | 15 | 5  | 14 | 45 | 41 | +5  | 35 |
| 6  | Electroputere Craiova | 34 | 13 | 9  | 12 | 35 | 32 | +3  | 35 |
| 7  | Sportul Studențesc    | 34 | 13 | 8  | 13 | 40 | 43 | -3  | 34 |
| 8  | Inter Sibiu           | 34 | 11 | 11 | 12 | 41 | 47 | -6  | 33 |
| 9  | Farul Constanța       | 34 | 14 | 4  | 16 | 57 | 66 | -9  | 32 |
| 10 | Oțelul Galați         | 34 | 13 | 6  | 15 | 40 | 49 | -9  | 32 |
| 11 | U Cluj                | 34 | 14 | 2  | 18 | 43 | 51 | -8  | 30 |
| 12 | FC Brașov             | 34 | 12 | 6  | 16 | 36 | 45 | -9  | 28 |
| 13 | Politehnica Timișoara | 34 | 8  | 13 | 13 | 34 | 46 | -12 | 29 |
| 14 | Dacia Unirea Brăila   | 34 | 10 | 9  | 15 | 36 | 51 | -15 | 29 |
| 15 | Progresul București   | 34 | 9  | 11 | 14 | 38 | 53 | -15 | 29 |
| 16 | Petrolul Ploiești     | 34 | 12 | 3  | 19 | 47 | 50 | -3  | 27 |
| 17 | Selena Bacău          | 34 | 8  | 9  | 17 | 24 | 44 | -20 | 25 |
| 18 | CSM Reșița            | 34 | 9  | 3  | 22 | 34 | 72 | -38 | 24 |

### Verdetti
- Steaua București Campione di Romania 1992-93.
- Selena Bacău e CSM Reșița retrocesse in Divizia B.

### Qualificazioni alle Coppe europee
- UEFA Champions League 1993-1994: Steaua București qualificato.
- Coppa UEFA 1993-1994: Dinamo București, Rapid București e Gloria Bistrița qualificate.